# Cassia thyrsoidea
Cassia thyrsoidea är en ärtväxtart som beskrevs av John Patrick Micklethwait Brenan. Cassia thyrsoidea ingår i släktet Cassia och familjen ärtväxter. Inga underarter finns listade i Catalogue of Life.